# Teichmüllerkocykel
Inom matematiken är Teichmüllerkocykeln en viss 3-kocykel associerad till en enkel algebra A över en kropp L som är en ändlig Galoisutvidgning av en kropp K och som har egenskapen att varje automorfism av L över K kan fortsättas till en automorfism av A. Den introducerades av Teichmüller (1940) och namngavs av Eilenberg och MacLane (1948).

## Egenskaper
Om K är en ändlig normal utvidgning av den globala kroppen k, då är Galoiskohomologigruppen H3(Gal(K/k,K*) en cyklisk grupp genererad av Teichmüllerkocykeln. Dess ordning är n/m, där n är graden av utvidgningen K/k och m minsta gemensamma multipeln av alla lokala graderna (Artin & Tate 2009, p.68).